# Station Geniusze
Station Geniusze is een spoorwegstation in de Poolse plaats Geniusze.